# Birger Beccander
Birger Olavi Beccander, född 1600 i Gammalkils församling, Östergötland, död 17 april 1667 i Asby församling, Jönköpings län, var en svensk präst.

## Biografi
Birger Beccander 1600 på Bäck i Gammalkils socken. Han blev 1617 student vid Uppsala universitet och promoverades 1625 till filosofie magister. Därefter studerade han vid universitet utomlands och blev 1628 lektor i vältalighet vid Linköpings gymnasium. Beccander prästvigdes 5 juli 1628 och blev 1629 kyrkoherde i Asby församling. Han blev 1631 kontraktsprost i Ydre kontrakt och var riksdagsman vid riksdagen 1640. Beccander var preses vid prästmötet 1633 och predikant vid prästmötet 1634. Han avled 1667 i Asby socken.

### Familj
Beccander gifte sig första gången 6 juli 1628 med Brita Kylander (1602–1629), dotter till biskopen Jonas Kylander i Linköpings stift och Elin Håkansdotter. Brita Kylander var änka efter lektorn Anders Grubbe vid Linköpings gymnasium.
Beccander gifte sig andra gången 1 november 1629 med Karin hansdotter (1590–1650), dotter till kyrkoherden Johannes Linderosensis i Säby församling och Margaretha Nilsdotter. Hon var änka efter kyrkoherden Samuel Magni i Asby församling. Beccander och Karin Hansdotter fick tillsammans sonen lantbrukaren Birger Beccander (född 1631) vid Asby Södergård.